# Pont de Cazouls
Le pont Gaston-Doumergue, appelé aussi pont de Cazouls, est un pont métallique suspendu du XXe siècle. Situé sur la route départementale « D16 » dans la commune de Thézan-lès-Béziers du département de l'Hérault. Il enjambe le fleuve de l'Orb et relie les communes de Cazouls-lès-Béziers, Murviel-lès-Béziers et Thézan-lès-Béziers.
Ce pont construit en acier est caractérisé par une longueur de 122 mètres pour une largeur de 4,5 mètres. Il est identifié sous la référence ROE35355 auprès des services du conseil départemental de l'Hérault.

## Historique
Le premier décret qui autorise la construction d'un pont suspendu date du 29 janvier 1853 sous le nom de « pont de Marolles ». La compagnie Pointurier qui réalise les travaux, a réalisé un premier pont suspendu à péage, en 1859, sur la commune de Gréoux-les-Bains. Le « pont de Marolles » subit une première reconstruction due aux crues du fleuve de l'Orb et il est inauguré le 13 octobre 1864,. Deux années plus tard, par une succession de pertes, le concessionnaire de l'ouvrage, M. Pointurier, renonce à sa concession et accepte du conseil départemental de l'Hérault une indemnité de 6 000 Francs.
Le pont subit des dégâts importants lors de la crue du 29 janvier 1881. Dans la séance du 19 août 1885, le conseil départemental de l'Hérault autorise le service vicinal a intenter une procédure judiciaire auprès d'un propriétaire. Qui, par la construction d'une digue endommage les abords du pont lors de débits importants du fleuve.
Il est reconstruit en 1926. Durant l'hiver 1930, quatorze départements sont dévastés par des inondations. Le 9 mars, arrivés au « pont de Marolles », les présidents Gaston Doumergue et André Tardieu contemplent le vaste panorama des surfaces inondées. Le député, Édouard Barthe, leur expose les ravages de la vallée de l'Orb. D'importants travaux de renforcement sont réalisés en 1954 et 1988.
Durant l'été 2011, une nouvelle station hydrométrique (Y2574010) avec relevé toutes les cinq minutes, est installée par les services de la DREAL. Un seuil est réaménagé, en 2015, afin d'assurer une continuité écologique pour la migration des poissons, limiter l'érosion du fleuve et maintenir le niveau de la nappe alluviale. À la suite de l'aménagement hydraulique, en 2017, une évaluation est élaborée par le comité de gestion des poissons migrateurs (Cogépomi).
Ce pont fait l’objet d’une surveillance constante due au passage du trafic de poids lourds et de l'exploitation d'une carrière à proximité,,.